# Paullus Aemilius Lepidus
Paullus Aemilius Lepidus (vielleicht Lucius Aemilius Lepidus Paullus; † 13 v. Chr.) war ein Senator der ausgehenden römischen Republik und der frühen Kaiserzeit.

## Werdegang
Lepidus war Sohn des Lucius Aemilius Paullus, Konsul im Jahr 50 v. Chr., und damit Neffe des Triumvirn Marcus Aemilius Lepidus. Lepidus war in erster Ehe mit Sempronia Atratina, Tochter des Lucius Sempronius Atratinus, Konsul im Jahr 34 v. Chr., verheiratet, in zweiter Ehe mit Cornelia, Tochter der Scribonia. Aus dieser Ehe stammten Lucius Aemilius Paullus und Marcus Aemilius Lepidus, Konsuln im Jahr 1 bzw. 6 n. Chr., sowie die Tochter Aemilia Lepida, die Marcus Iunius Silanus heiratete, den Konsul des Jahres 15 n. Chr. Nach dem Tod Scribonias heiratete Lepidus Claudia Marcella die Jüngere.
Lepidus begann seine Karriere als triumvir monetalis zu einem nicht genau bekannten Zeitpunkt. Bis zu seiner Proskription im Jahr 43 v. Chr. sind keine weiteren Zeugnisse überliefert. Für die Caesarmörder Marcus Iunius Brutus und Gaius Cassius Longinus unterwarf Lepidus Kreta. Nach seinem Übertritt zu Octavian kämpfte Lepidus gegen Sextus Pompeius. Vielleicht wurde Lepidus deswegen im Jahr 34 Suffektkonsul. Er vollendete als Konsul den von seinem Vater begonnenen Neubau der Basilica Aemilia.
Für die Folgezeit schweigen die Quellen erneut über ihn. Lepidus war Prokonsul; es ist allerdings unklar, ob er die Statthalterschaft in Asia oder in Macedonia innehatte. Auch eine genaue Datierung ist nicht möglich. Fest steht nur, dass er im Jahr 22 v. Chr. mit Lucius Munatius Plancus die Zensur bekleidete. Sie waren das letzte gewählte Zensorenpaar. Nach Velleius Paterculus war Lepidus für dieses Amt eine völlige Fehlbesetzung.